# Lago di Campagna
Il lago di Campagna è un lago del Canavese situato al confine tra i comuni di Cascinette d'Ivrea e Ivrea.

## Caratteristiche

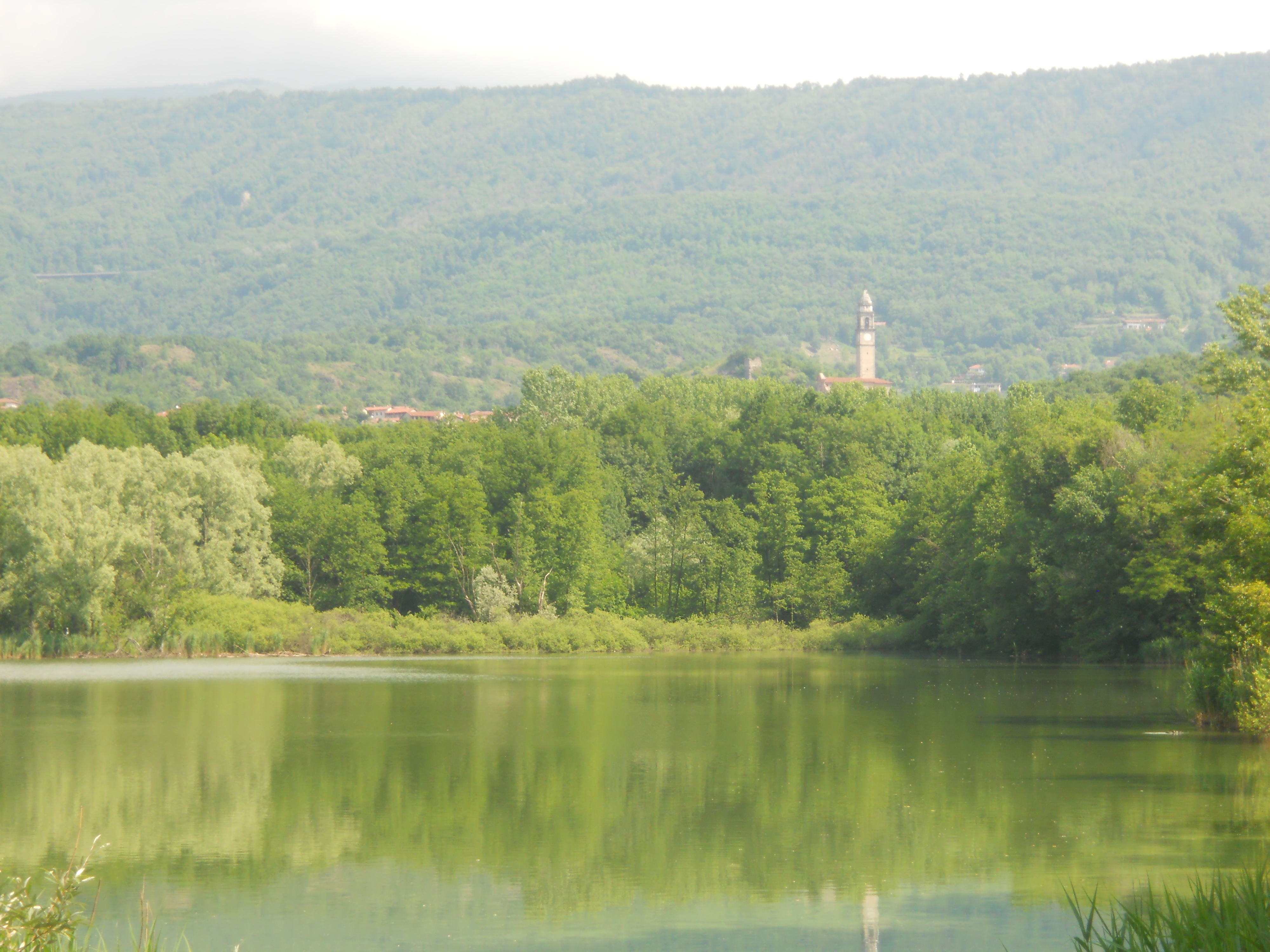
Il lago con sullo sfondo il campanile della chiesa di San Silvestro di Chiaverano

Noto anche con il nome di "lago di Cascinette", fa parte dei “Cinque Laghi d'Ivrea” con il Sirio, il Nero, il Pistono e il lago San Michele. Ha una superficie dello specchio d'acqua di km² 0,1, di bacino di km² 4,1 e si trova ad una quota s.l.m. di m 238. È un lago glaciale formatosi con il ritiro del ghiacciaio Balteo.
Costituisce un'area di interesse dal punto di vista zoologico, geologico e botanico.

## Protezione della natura
Il lago fa parte del sito di interesse comunitario denominato Laghi di Ivrea (cod.IT1110021), istituito nell'ambito della Direttiva 92/43/CEE (Direttiva Habitat) e designato inoltre come Zona Speciale di Conservazione.

## Escursionismo
È possibile percorrere il lungolago attraverso un sentiero di facile percorribilità (anello del Lago di Campagna). Dallo stesso sentiero, attraverso apposite indicazioni, è possibile raggiungere il vicino Lago Sirio.